# Los Tres Tristes Tigres
Tres Tristes Tigres es un grupo musical de Venezuela formado en 1971.

## Componentes
- Fundadores
- Douglas Herrera (guitarra, voz)
- Humberto Becerra (guitarra, voz)
- Alfredo Cabrera (bajo, voz) -
- Nelson Bautista (violonchelo, voz) -

## Historia
Debutaron en 1971 presentándose en festivales nacionales de Venezuela, y al siguiente año incluyeron a Nelson Bautista. Durante los dos primeros años participaron en varios festivales como en el Gran Festival De Música Progresiva junto a la N. Y. Rock Ensamble y en 1973 en el primer concierto piro audiovisual, participan en El Primer Festival de la Canción de Cumaná (Estado Sucre) también se comenzó a hacer televisión en programas como Renny Presenta, De Fiesta Con Venevisión y Feria de la Alegría ganando en su oportunidad premios como: Guaicaipuro de Oro, Mara de Oro, Meridiano de Oro.
En 1972 debutan con el álbum: "Solo Otra Vez", disco de gran aceptación por parte del público, en 1974 lanzan al mercado su segunda producción discográfica el álbum: "3 Tristes Tigres", disco de gran proyección internacional por parte del público europeo y latinoamericano, para 1975 lanzan al mercado el álbum: "Tres Tristes Tigres", ese mismo año lanza su cuarta producción discográfica el álbum: "Los Mas Grandes Éxitos". En 1978 ponen punto final a la agrupación y Alfredo Cabrera y Humberto Becerra junto a Marlene Arias conforman el grupo Los Tigres. En 1981 Marlene abandona la agrupación por una gira como corista junto a Gianna Alfano con Jose Luís Rodríguez, que incluye Viña del Mar y Los Ángeles. En su lugar a finales de 1981 entran como vocalistas del grupo Francis Benítez y Beatriz Corona, con quienes marchan a España a grabar en el estudio de Torrelodones con Joaquin Torres. Regresan a Venezuela y el grupo se rompe por no estar de acuerdo con la negociación que les ofrecían en Rodven y la disquera se queda con  las chicas con quienes conforman el Duo Limón y Menta, pero como estaban las voces de Los Tigres titularon el LP Limón y Menta con Los Tigres (nombre que de manera injusta y abusiva les había quitado Sonorodven). Este dúo duro un año y poco y luego se disolvió también. En el año 2001 lanzan el álbum recopilatorio "Los Tres Tristes Tigres" y Marlene", el cual incluye temas del grupo Los Tres Tristes Tigres, de la siguiente agrupación: Los Tigres. La agrupación esta nuevamente integrada, dedicada a las presentaciones, giras y conciertos por todo el país venezolano.
continùan ofreciendo conciertos en todo el país de origen, Venezuela y la gente siguen sus canciones como la primera vez

## Discografía
- 1972 - Solo otra vez
- 1974 - Dum Dum y otros éxitos
- 1975 - Tres Tristes Tigres
- 1975 - Los Más Grandes Éxitos
- 2001 - Los Tres Tristes Tigres y Marlene